# 第78回全国高等学校ラグビーフットボール大会
第78回全国高等学校ラグビーフットボール大会（だい78かいぜんこくこうとうがっこうラグビーフットボールたいかい）は、1998年12月から1999年1月まで近鉄花園ラグビー場にて行われた、全国高校ラグビー選手権である。優勝は大阪府の啓光学園高校（2回目）。

## 出場校
※マークがシード校
北海道
- 北北海道代表 - 中標津 （2年連続4回目）
- 南北海道代表 - 函館大有斗 （7年連続12回目）

東北
- 青森県代表 - 三本木農 （4年ぶり8回目）
- 岩手県代表 - 宮古 （8年ぶり2回目）
- 宮城県代表 - 仙台育英 （3年連続5回目）
- 秋田県代表 - 秋田工※ （2年ぶり55回目）
- 山形県代表 - 山形中央 （2年ぶり7回目）
- 福島県代表 - 安積 （初出場）

関東
- 茨城県代表 - 清真学園 （2年ぶり3回目）
- 栃木県代表 - 国学院栃木 （3年連続5回目）
- 群馬県代表 - 東農大二※ （14年連続15回目）
- 埼玉県代表 - 埼工大深谷※ （2年連続4回目）
- 千葉県代表 - 流経大柏※ （4年連続6回目）
- 東京都第一代表 - 国学院久我山※ （8年連続24回目）
- 東京都第二代表 - 大東大一 （2年ぶり12回目）
- 神奈川県代表 - 桐蔭学園※ （2年ぶり2回目）
- 山梨県代表 - 日川※ （21年連続30回目）

北信越
- 新潟県代表 - 北越 （初出場）
- 長野県代表 - 飯田 （29年ぶり4回目）
- 富山県代表 - 富山工 （2年連続7回目）
- 石川県代表 - 羽咋工 （2年連続19回目）
- 福井県代表 - 若狭東 （2年連続19回目）

東海
- 静岡県代表 - 東海大工 （2年ぶり4回目）
- 愛知県代表 - 瀬戸西 （8年ぶり2回目）
- 岐阜県代表 - 関商工 （7年連続22回目）
- 三重県代表 - 四日市農芸 （2年ぶり6回目）

近畿
- 滋賀県代表 - 八幡工 （2年ぶり16回目）
- 京都府代表 - 伏見工※ （4年連続11回目）
- 大阪府第一代表 - 啓光学園※ （8年連続11回目）
- 大阪府第二代表 - 大阪工大高※ （4年連続23回目）
- 大阪府第三代表 - 東海大仰星※ （6年ぶり2回目）
- 兵庫県代表 - 報徳学園 （11年連続29回目）
- 奈良県代表 - 天理 （2年ぶり52回目）
- 和歌山県代表 - 和歌山工 （2年ぶり14回目）

中国
- 鳥取県代表 - 米子東 （3年連続5回目）
- 島根県代表 - 江の川 （8年連続8回目）
- 岡山県代表 - 岡山工 （41年ぶり3回目）
- 広島県代表 - 安芸南 （2年ぶり2回目）
- 山口県代表 - 大津 （6年連続17回目）

四国
- 徳島県代表 - 貞光工 （4年ぶり15回目）
- 香川県代表 - 坂出工 （2年連続12回目）
- 愛媛県代表 - 新田 （2年連続36回目）
- 高知県代表 - 土佐塾 （2年連続3回目）

九州・沖縄
- 福岡県代表 - 東筑※ （10年ぶり2回目）
- 佐賀県代表 - 佐賀工※ （17年連続27回目）
- 長崎県代表 - 長崎北陽台 （5年連続7回目）
- 熊本県代表 - 済々黌 （初出場）
- 大分県代表 - 大分舞鶴 （13年連続37回目）
- 宮崎県代表 - 高鍋 （4年ぶり10回目）
- 鹿児島県代表 - 鹿児島工 （2年連続8回目）
- 沖縄県代表 - 宜野座 （4年連続5回目）

## 試合時間
※全試合30分ハーフで行う。同点で終了した場合は1.トライ数2.ゴール数3.抽選の順にて次回出場校を決める。

## 試合

### 1回戦
- 清真学園 25 - 19 安芸南
- 大分舞鶴 24 - 22 宮古
- 報徳学園 46 - 19 若狭東
- 山形中央 69 - 7 米子東
- 済々黌 44 - 17 函館大有斗
- 四日市農芸 34 - 17 宜野座
- 新田 59 - 5 東海大工
- 国学院栃木 45 - 5 坂出工
- 飯田 60 - 3 和歌山工
- 三本木農 38 - 15 大津

- 江の川 24 - 14 中標津
- 仙台育英 38 - 31 高鍋
- 天理 71 - 7 北越
- 鹿児島工 29 - 10 瀬戸西
- 大東大一 63 - 0 貞光工
- 土佐塾 29 - 27 羽咋工
- 関商工 10 - 6 長崎北陽台
- 八幡工 34 - 24 安積
- 岡山工 23 - 15 富山工

### 2回戦
- 秋田工 22 - 14 清真学園
- 報徳学園 34 - 22 大分舞鶴
- 桐蔭学園 61 - 0 山形中央
- 東筑 40 - 12 済々黌
- 国学院久我山 38 - 5 四日市農芸
- 東海大仰星 36 - 13 新田
- 埼工大深谷 60 - 0 国学院栃木
- 大阪工大高 80 - 3 飯田

- 東農大二 19 - 19 三本木農
- 仙台育英 24 - 18 江の川
- 天理 28 - 5 日川
- 伏見工 62 - 5 鹿児島工
- 流経大柏 46 - 7 大東大一
- 佐賀工 97 - 5 土佐塾
- 関商工 20 - 17 八幡工
- 啓光学園 89 - 0 岡山工

### 3回戦
- 秋田工 15 - 13 報徳学園
- 桐蔭学園 27 - 14 東筑
- 国学院久我山 19 - 7 東海大仰星
- 大阪工大高 34 - 20 埼工大深谷

- 東農大二 46 - 19 仙台育英
- 天理 34 - 21 伏見工
- 佐賀工 39 - 12 流経大柏
- 啓光学園 53 - 10 関商工

### 準々決勝
- 桐蔭学園 27 - 27 秋田工
- 大阪工大高 24 - 15 国学院久我山

- 天理 23 - 21 東農大二
- 啓光学園 15 - 13 佐賀工

### 準決勝
- 大阪工大高 24 - 22 桐蔭学園
- 啓光学園 41 - 5 天理

### 決勝
- 啓光学園 15 - 12 大阪工大高

## 関連試合

### 第22回高校東西対抗試合
- 大会で特に活躍した選手を選抜した上で東西に分かれて行ういわば高校ラグビー版オールスターゲームである。

東軍監督渡辺聡、西軍監督野上友一、1999年1月15日 国立競技場 試合結果東軍 57-34 西軍